# Teen Choice Awards 2014
Teen Choice Awards 2014 se konaly dne 10. srpna 2014 ve Shrine Auditorium v Los Angeles. Předávání cen moderovali Tyler Posey a Sarah Hyland a bylo živě vysíláno na americkém televizním kanálu Fox.
Nejvíce cen si odnesla chlapecká hudební skupina One Direction, která proměnila všech svých deset nominací (včetně jedné věnované Harrymu Stylesovi a jedné týkající se jejich fanoušků). Druhým nejúspěšnějším oceněným je film Hvězdy nám nepřály, který získal všech sedm ze svých nominací, včetně čtyř cen pro herce Ansela Elgorta.

## Uvádějící
- Keegan Allen
- Jake T. Austin
- The Band Perry
- Big Show
- Tyler Blackburn
- Jamie Blackley
- Cameron Dallas
- Nina Dobrev
- Hilary Duff
- Ansel Elgort
- Fifth Harmony
- Paul Wesley
- Megan Fox
- Smosh
- Ariana Grande
- Lucy Hale
- Ian Harding
- Kevin Hart
- Colton Haynes
- Josh Hutcherson
- The Janoskians
- Victoria Justice
- Jennifer Lopez
- Kim Kardashian
- Collins Key
- Kellan Lutz
- Laura Marano
- Vanessa Marano
- Lea Michele
- MKTO
- Chloë Grace Moretz
- Odeya Rush
- Cody Simpson
- Ian Somerhalder
- Hailee Steinfeld
- Gregg Sulkin
- Bella Thorne
- Brenton Thwaites
- Nat Wolff
- Zendaya

## Účinkující
- Demi Lovato featuring Cher Lloyd — „Really Don't Care“
- Magic! — „Rude“
- Rixton — „Wait on Me“ a „Me and My Broken Heart“
- Becky G — „Shower“
- Jason Derulo — „Wiggle“ a „Talk Dirty“

Původně na předávání měla vystupovat i zpěvačka Rita Ora, ale její bývalý přítel, DJ a producent Calvin Harris její vystoupení zrušil.

## Ocenění
První vlna nominací byla oznámena dne 17. června 2014, druhá přesně o měsíc později. Vítězové jsou označeni tučně a jsou uvedeni první v pořadí.

### Film
| Akční film | Herec: akční film | Herečka: akční film |
| --- | --- | --- |
| - Divergence - Na hraně zítřka - Godzilla - Zloba – Královna černé magie - Mortal Instruments: Město z kostí | - Theo James, Divergence - Jamie Campbell Bower, Mortal Instruments: Město z kostí - Tom Cruise, Na hraně zítřka - Kellan Lutz, Herkules: Zrození legendy - Mark Wahlberg, Na život a na smrt | - Shailene Woodley, Divergence - Emily Bluntová, Na hraně zítřka - Lily Collins, Mortal Instruments: Město z kostí - Elle Fanning, Zloba – Královna černé magie - Angelina Jolie, Zloba – Královna černé magie                                                     |
| Dramatický film | Herec: Drama | Herečka: Drama |
| - Hvězdy nám nepřály - Špinavý trik - Nebe existuje - Milionový nadhazovač - Veronica Marsová | - Ansel Elgort, Hvězdy nám nepřály - Bradley Cooper, Špinavý trik - Russell Crowe, Noah - Jason Dohring, Veronica Marsová - Jon Hamm, Milionový nadhazovač | - Shailene Woodley, Hvězdy nám nepřály - Kristen Bellová, Veronica Marsová - Sandra Bullock, Gravitace - Jennifer Lawrenceová, Špinavý trik - Emma Watsonová, Noe                                                                                                  |
| Sci-Fi/Fantasy | Herec: Sci-Fi/Fantasy | Herečka: Sci-Fi/Fantasy |
| - Hunger Games: Vražedná pomsta - Amazing Spider-Man 2 - Captain America: Návrat prvního Avengera - Thor: Temný svět - X-Men: Budoucí minulost | - Josh Hutcherson, Hunger Games: Vražedná pomsta - Chris Evans, Captain America: Návrat prvního Avengera - Andrew Garfield, Amazing Spider-Man 2 - Chris Hemsworth, Thor: Temný svět - Liam Hemsworth, Hunger Games: Vražedná pomsta                                                                                                   | - Jennifer Lawrenceová, Hunger Games: Vražedná pomsta a X-Men: Budoucí minulost - Halle Berryová, X-Men: Budoucí minulost - Scarlett Johansson, Captain America: Návrat prvního Avengera - Natalie Portman, Thor: Temný svět - Emma Stoneová, Amazing Spider-Man 2 |
| Komedie | Herec: Komedie | Herečka: Komedie |
| - Jedna za všechny - Zprávař 2 – Legenda pokračuje - Dovolená za trest - Jízda švárů - Vampire Academy | - Kevin Hart, Jízda švárů - Will Ferrell, Zprávař 2 – Legenda pokračuje - Ice Cube, Jízda švárů - Johnny Knoxville, Jackass: Děda Mizera - Adam Sandler, Dovolená za trest | - Emma Roberts, Millerovi na tripu - Christina Applegate, Zprávař 2 – Legenda pokračuje - Drew Barrymoreová, Dovolená za trest - Zoey Deutch, Vampire Academy - Cameron Diaz, Jedna za všechny                                                                     |
| Zloduch | Zloděj scén | Průlomová hvězda |
| - Donald Sutherland, Hunger Games: Vražedná pomsta - Michael Fassbender, X-Men: Budoucí minulost - Jamie Foxx, Amazing Spider-Man 2 - Kelsey Grammer, Transformers: Zánik - Kate Winslet, Divergence                                                                                    | - Nat Wolff, Hvězdy nám nepřály - Sam Claflin, Hunger Games: Vražedná pomsta - Nicholas Hoult, X-Men: Budoucí minulost - Anthony Mackie, Captain America: Návrat prvního Avengera - Ellen Page, X-Men: Budoucí minulost | - Ansel Elgort, Divergence a Hvězdy nám nepřály - Theo James, Divergence - Elizabeth Olsen, Godzilla - Nicola Peltz, Transformers: Zánik - Wyatt Russell, 22 Jump Street                                                                                           |
| Chemie | Polibek | Výbuch vzteku |
| - Ansel Elgort, Nat Wolff a Shailene Woodley, Hvězdy nám nepřály - Cameron Diaz, Leslie Mann a Kate Upton, Jedna za všechny - Chris Evans a Anthony Mackie, Captain America: Návrat prvního Avengera - Ice Cube a Kevin Hart, Jízda švárů - Jonah Hill a Channing Tatum, 22 Jump Street | - Shailene Woodley a Ansel Elgort, Hvězdy nám nepřály - Scarlett Johansson a Chris Evans, Captain America: Návrat prvního Avengera - Jennifer Lawrenceová a Josh Hutcherson, Hunger Games: Vražedná pomsta - Emma Roberts, Jennifer Aniston a Will Poulter, Millerovi na tripu - Emma Stoneová a Andrew Garfield, Amazing Spider-Man 2 | - Jonah Hill, 22 Jump Street - Godzilla, Godzilla - Kevin Hart, Jízda švárů - Ice Cube, 22 Jump Street - Jason Sudeikis, Millerovi na tripu |
| Letní film | Letní filmová hvězda | |
| - 22 Jump Street - Úsvit planety opic - Earth to Echo - Hercules - Mysli taky jako chlap - Transformers: Zánik | - Channing Tatum, 22 Jump Street - Jonah Hill, 22 Jump Street - Dwayne Johnson, Hercules - Melissa McCarthy, Tammy - Mark Wahlberg, Transformers: Zánik | |

### Hudba
| Zpěvák | Zpěvačka | Hudební skupina |
| --- | --- | --- |
| - Ed Sheeran - Jason Derülo - Austin Mahone - Pitbull - Justin Timberlake - Pharrell Williams | - Ariana Grande - Beyoncé - Miley Cyrus - Lorde - Katy Perry - Taylor Swift | - One Direction - 5 Seconds of Summer - Fifth Harmony - R5 - Rixton |
| Umělec: elektronická a taneční hudba | R&B/Hip-Hopový umělec | Rocková skupina |
| - Calvin Harris - Martin Garrix - Kaskade - Skrillex - Zedd | - Iggy Azalea - Eminem - John Legend - Nicki Minaj - Justin Timberlake | - Imagine Dragons - Coldplay - OneRepublic - Paramore - The Black Keys |
| Country zpěvák | Country zpěvačka | Country skupina |
| - Hunter Hayes - Luke Bryan - Jake Owen - Blake Shelton - Keith Urban | - Taylor Swift - Jana Kramer - Miranda Lambert - Kacey Musgraves - Carrie Underwood | - Lady Antebellum - Florida Georgia Line - Parmalee - The Band Perry - Zac Brown Band |
| Countryová píseň | Píseň od zpěvačky | Píseň od zpěváka |
| - „This Is How We Roll", Florida Georgia Line featuring Luke Bryan - „Bartender", Lady Antebellum - „Beachin'", Jake Owen - „Play It Again", Luke Bryan - „Somethin' Bad", Miranda Lambert a Carrie Underwood | - „Problem", Ariana Grande featuring Iggy Azalea - „Dark Horse", Katy Perry featuring Juicy J - „Fancy", Iggy Azalea featuring Charli XCX - „Let It Go", Idina Menzel - „Team", Lorde                    | - „Sing", Ed Sheeran - "Happy", Pharrell Williams - „Mmm Yeah", Austin Mahone featuring Pitbull - „Stay With Me, Sam Smith - „Talk Dirty", Jason Derülo featuring 2 Chainz                                  |
| Píseň od hudební skupiny | R&B/Hip-Hopová píseň | Rocková píseň |
| - „Story of My Life", One Direction - „Boss", Fifth Harmony - „Me and My Broken Heart", Rixton - „Rude", Magic! - „She Looks So Perfect", 5 Seconds of Summer                                                 | - „Fancy", Iggy Azalea featuring Charli XCX - „All of Me", John Legend - „Na Na", Trey Songz - „Pills N Potions", Nicki Minaj - „Turn Down For What", DJ Snake featuring Lil Jon                         | - „Pompeii", Bastille - „Ain't It Fun", Paramore - „Love Runs Out", OneRepublic - „Maps", Maroon 5 - „On Top of the World", Imagine Dragons                                                                 |
| Elektronická taneční píseň | Píseň o lásce | Rozchodová píseň |
| - „Wake Me Up", Avicii s vokály Aloe Blacca - „#SELFIE", The Chainsmokers - „Animals", Martin Garrix - „Latch", Disclosure - „Summer", Calvin Harris                                                          | - „You & I", One Direction - „All of Me", John Legend - „Boom Clap", Charli XCX - „Not a Bad Thing", Justin Timberlake - „Somebody to You", The Vamps featuring Demi Lovato                              | - „Story of My Life", One Direction - „Amnesia", 5 Seconds of Summer - „Break Free", Ariana Grande featuring Zedd - „Miss Movin' On", Fifth Harmony - „Really Don't Care", Demi Lovato featuring Cher Lloyd |
| Letní píseň | Letní hudební hvězda: Žena | Letní hudební hvězda: Muž |
| - „Really Don't Care", Demi Lovato Featuring Cher Lloyd - „Fancy", Iggy Azalea Featuring Charli XCX - „Rude", Magic! - „Summer", Calvin Harris - „Wiggle", Jason Derülo Featuring Snoop Dogg                  | - Demi Lovato - Iggy Azalea - Becky G - Ariana Grande - Nicki Minaj | - Jason Derülo - Luke Bryan - John Legend - Sam Smith - Pharrell Williams |
| Letní hudební hvězda: Skupina | Nejlepší letní turné | Průlomový umělec |
| - 5 Seconds of Summer - Fifth Harmony - Florida Georgia Line - Magic! - Rixton | - One Direction, Where We Are Tour - Beyoncé & Jay-Z, On the Run Tour - Justin Timberlake, The 20/20 Experience World Tour - Katy Perry, Prismatic World Tour - Luke Bryan, That's My Kind of Night Tour | - Austin Mahone - Becky G - Rita Ora - Cody Simpson - Zendaya |
| Průlomová skupina | | |
| - 5 Seconds of Summer - Fifth Harmony - MKTO - Rixton - The Vamps | | |

### Televize
| Dramatický pořad | Herec: Drama | Herečka: Drama |
| --- | --- | --- |
| - Prolhané krásky - Doktorka z Dixie - Záměna - The Fosters - Twisted                                                                                        | - Ian Harding, Prolhané krásky - Avan Jogia, Twisted - Jake T. Austin, The Fosters - Keegan Allen, Prolhané krásky - Lucas Grabeel, Záměna                         | - Lucy Hale, Prolhané krásky - Troian Bellisario, Prolhané krásky - Rachel Bilson, Doktorka z Dixie - Maddie Hasson, Twisted - Maia Mitchell, The Fosters                   |
| Fantasy/Sci-Fi seriál | Herec: Fantasy/Sci-Fi | Herečka: Fantasy/Sci-Fi |
| - Upíří deníky - Arrow - Bylo, nebylo - Ospalá díra - Vlčí mládě                                                                                             | - Ian Somerhalder, Upíří deníky - Joseph Morgan, The Originals - Josh Dallas, Bylo, nebylo - Paul Wesley, Upíří deníky - Tyler Posey, Vlčí mládě                   | - Nina Dobrev, Upíří deníky - Claire Holt, The Originals - Ginnifer Goodwin, Bylo, nebylo - Kat Graham, Upíří deníky - Kristin Kreuk, Kráska a zvíře                        |
| Komediální pořad | Herec: Komedie | Herečka: Komedie |
| - Teorie velkého třesku - Austin a Ally - Glee - Nová holka - Sam & Cat                                                                                      | - Ross Lynch, Austin a Ally - Andy Samberg, Brooklyn 99 - Ashton Kutcher, Dva a půl chlapa - Chord Overstreet, Glee - Jim Parsons, Teorie velkého třesku           | - Lea Michele, Glee - Debby Ryan, Jessie - Kaley Cuoco, Teorie velkého třesku - Laura Marano, Austin a Ally - Mindy Kaling, The Mindy Project                               |
| Animovaný pořad | Reality show | Soutěžní reality pořad |
| - Simpsonovi - Adventure Time - Griffinovi - Městečko záhad - Normálka                                                                                       | - Držte krok s Kardashians - Kosmos - časoprostorová odysea - Dance Moms - Real Husbands of Hollywood - Total Divas                                                | - The Voice - American Idol - MasterChef Junior - Kdo přežije - The Amazing Race                                                                                            |
| Zloduch | Osobnost reality show: Muž | Osobnost reality show: Žena |
| - Dylan O'Brien, Vlčí mládě - Robbie Kay, Bylo, nebylo - Jane Lynch, Glee - Janel Parrish, Prolhané krásky - Paul Wesley, Upíří deníky                       | - Adam Levine, The Voice - Nick Cannon, Amerika má talent - Rob Dyrdek, Kruťárny - Nev Schulman a Max Joseph, Catfish: Láska online - Ryan Seacrest, American Idol | - Shakira, The Voice - Cat Deeley, Umíte tančit? - Abby Lee Miller, Dance Moms - Jennifer Lopez, American Idol - Kardashianovi a Jennerovy sestry, Držte krok s Kardashians |
| Zloděj scén | Zlodějka scén | Průlomová hvězda: Muž |
| - Tyler Hoechlin, Vlčí mládě - Darren Criss, Glee - Adam DeVine, Taková moderní rodinka - Tahj Mowry, Tři kluci a nemluvně - Michael Trevino, Upíří deníky   | - Candice Accola, Upíří deníky - Mayim Bialik, Teorie velkého třesku - Sarah Hyland, Taková moderní rodinka - Naya Rivera, Glee - Eden Sher, Průměrňákovi          | - Brett Dalton, Agenti S.H.I.E.L.D. - Richard Brancatisano, Chasing Life - Tom Mison, Ospalá díra - Miguel Pinzon, Mystery Girls - Toby Regbo, Království                   |
| Průlomová hvězda: Žena | Průlomový pořad | Letní televizní pořad |
| - Sasha Pieterse, Prolhané krásky - Nicole Beharie, Ospalá díra - Dove Cameron, Liv a Maddie - Adelaide Kane, Království - Emily Bett Rickards, Arrow        | - Předstírání - Being Mary Jane - Chasing Life - Království - Ospalá díra                                                                                          | - Drtivá porážka - Tři kluci a nemluvně - Riley ve velkém světě - Umíte tančit? - Pod kupolí - Mladí a hladoví                                                              |
| Letní televizní hvězda: Muž | Letní televizní hvězda: Žena | |
| - Tyler Blackburn, Prolhané krásky - Jean-Luc Bilodeau, Tři kluci a nemluvně - David Lambert, The Fosters - Tyler Posey, Vlčí mládě - Mike Vogel, Pod kupolí | - Ashley Benson, Prolhané krásky - Shay Mitchell, Prolhané krásky - Emily Osment, Mladí a hladoví - Cierra Ramirez, The Fosters - Italia Ricci, Chasing Life       | |

### Móda
| Nejkrásnější žena                                                                  | Nejkrásnější muž                                                                              |
| ---------------------------------------------------------------------------------- | --------------------------------------------------------------------------------------------- |
| - Selena Gomez - Beyoncé - Ariana Grande - Kendall Jenner - Rihanna - Bella Thorne | - One Direction - Zac Efron - Ryan Gosling - Liam Hemsworth - Austin Mahone - Ian Somerhalder |

### Sport
| Sportovec                                                                                          | Sportovkyně                                                                            |
| -------------------------------------------------------------------------------------------------- | -------------------------------------------------------------------------------------- |
| - LeBron James - Kevin Durant - Dale Earnhardt, Jr. - Tim Howard - Johnny Manziel - Russell Wilson | - Serena Wiliams - Meryl Davis - Lucy Li - Candace Parker - Danica Patrick - Amy Purdy |

### Ostatní
| Komik                                                                      | Nejoblíbenější úsměv                                                       | Ikona Candie's Style                                                    |
| -------------------------------------------------------------------------- | -------------------------------------------------------------------------- | ----------------------------------------------------------------------- |
| - Kevin Hart - Jimmy Fallon - Mindy Kaling - Andy Samberg - Kenan Thompson | - Harry Styles - Selena Gomez - Austin Mahone - Demi Lovato - Taylor Swift | - Zendaya - Iggy Azalea - Ashley Benson - Kendall Jenner - Emma Roberts |

### Internet
| Internetová hvězda: Žena | Internetová hvězda: Muž | Internetová hvězda: Komedie |
| --- | --- | --- |
| - Bethany Mota - Andrea Russett - Grace Helbig - Michelle Phan - Zoella - iJustine                                                           | - Tyler Oakley - Cameron Dallas - Connor Franta - Joey Graceffa - Shawn Mendes - Troye Sivan                                                  | - Our2ndLife - Brittani Louise Taylor - Colleen Ballinger, „Miranda Sings" - Hannah Hart - Jenn McAllister, „Jennxpenn" - Anthony Quintal, „Lohanthony" |
| Internetová hvězda: Hudba | Internetová hvězda: Krása/móda | Nejlepší internetová spolupráce |
| - Shawn Mendes - Boyce Avenue - Christina Grimmie - Cimorelli - Lindsey Stirling - Megan and Liz                                             | - Zoe Sugg, „Zoella" - Bethany Mota - Bunny Meyer, „Grav3yardgirl" - Ingrid Nilsen, „Missglamorazzi" - Michelle Phan' - Elle and Blair Fowler | - Troye Sivan a Tyler Oakley, The „Boyfriend" Tag - Danisnotonfire a Amazing Phil, The Photo Booth Challenge - Alfie Deyes „PointlessBlog" aAriana Grande, Ariana Does My Makeup - Prank vs. Prank a Jack a Finn Harries „Jacksgap", Twin Teleport Prank - Anthony Quintal „Lohanthony", Jack Baran „Thatsojack", Andrew Lowe, Jenn McAllister „Jennxpenn" a Rebecca Black, Fab Five In Real Life |
| Internetová hvězda: hry | Mediální král | Mediální královna |
| - PewDiePie - iJustine - Joey Graceffa - Tiffany Garcia, „iHasCupquake" - Toby Turner                                                        | - One Direction - Ian Somerhalder - Justin Bieber - Justin Timberlake - Ashton Kutcher                                                        | - Katy Perry - Britney Spears - Lady Gaga - Rihanna - Taylor Swift |
| Nejlepší uživatel Twitteru | Nejlepší uživatel Instagramu | Nejlepší uživatel Vine |
| - One Direction - Demi Lovato - Ian Somerhalder - Justin Bieber - Katy Perry                                                                 | - Miley Cyrus - Justin Bieber - Rihanna - Selena Gomez - Taylor Swift                                                                         | - Cameron Dallas - Jack & Jack - Lele Pons - Matt Espinosa - Shawn Mendes |
| Nejvíce fanatičtí fanoušci | | |
| - One Direction (Directioners) - Demi Lovato (Lovatics) - Fifth Harmony (Harmonizers) - Taylor Swift (Swifties) - Ariana Grande (Arianators) | | |